# Essa Maldita Vontade de Ser Pássaro
Essa Maldita Vontade de ser Pássaro é um filme  brasileiro lançado em 2012, com direção de Paula Fabiana e Adrian Steinway.

## Elenco
- Cynthia Falabella - Clara
- Adrian Steinway - Michel
- Elias Andreato - Soledad
- Leopoldo Pacheco - Marcelo
- Lorenzo Martin - Rafael
- Martha Nowill - Luísa
- Rodrigo Nogueira - Ivan
- Sweetie - Amanda
- Clarisse Abujamra - Mãe de Clara
- Antônio Januzelli - Alberto
- Luciana Vendramini[2]
- Larissa Manoela
- Matheus Braga